# Eudarcia fibigeri
Eudarcia fibigeri är en fjärilsart som beskrevs av Reinhardt Gaedike 1997. Eudarcia fibigeri ingår i släktet Eudarcia och familjen äkta malar.
Artens utbredningsområde är Grekland. Inga underarter finns listade i Catalogue of Life.